# Polyphaenis viridisema
Polyphaenis viridisema là một loài bướm đêm trong họ Noctuidae.